# Trézilidé
Trézilidé är en kommun i departementet Finistère i regionen Bretagne i västra Frankrike. Kommunen ligger i kantonen Plouzévédé som tillhör arrondissementet Morlaix. År 2022 hade Trézilidé 403 invånare.

## Befolkningsutveckling
Antalet invånare i kommunen Trézilidé
Referens:INSEE